# 라바트 (몰타)

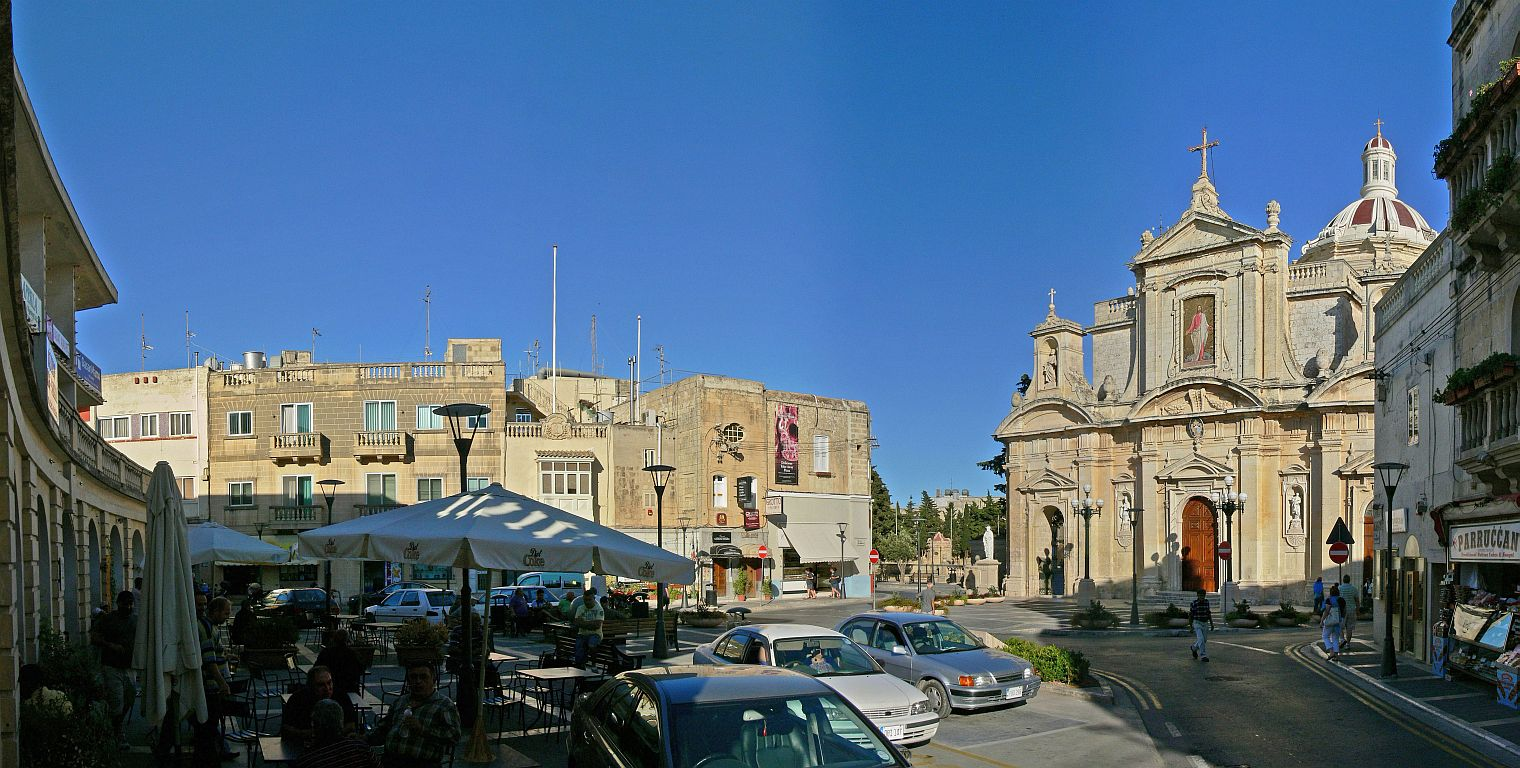
라바트 광장

라바트의 위치

라바트(몰타어: Rabat)는 몰타의 도시로 면적은 26.6km2, 인구는 7,064명(2011년 3월 기준), 인구 밀도는 270명/km2이다. 므디나 교외에 위치하며 도시 이름 또한 아랍어로 "교외"를 뜻하는 단어에서 파생된 이름이다.

시기